# 托爾巴特賈姆
托爾巴特賈姆是伊朗的城市，位於該國東北部，由禮薩呼羅珊省負責管轄，距離首府馬什哈德165公里，毗鄰與阿富汗接壤的邊境，海拔高度902米，2011年人口94,758。

## 外部連結
- Torbat-e Jam web-site